# Баханы (село)
Баханы (укр. Бахани) — село в Репкинском районе Черниговской области Украины. Население 89 человек. Занимает площадь 0,39 км².
Код КОАТУУ: 7424487202. Почтовый индекс: 15050. Телефонный код: +380 46241.

## Власть
Орган местного самоуправления — Петрушевский сельский совет. Почтовый адрес: 15050, Черниговская обл., Репкинский р-н, с. Петруши, ул. Центральная, 24. Тел.: +380 (4641) 4-76-36; факс: 4-76-36.